# Álvaro Pino
Álvaro Pino Couñago (Fontenla, Puenteareas, Pontevedra, 17 de agosto de 1956) es un exciclista y director deportivo español, que está libre desde el año 2010 tras abandonar la disciplina del Xacobeo Galicia, como ciclista fue profesional entre los años 1981 y 1991.

## Biografía
Aficionado a la mecánica, Álvaro Pino se inició en el mundo del ciclismo gracias a una bicicleta extraviada que le regalaron. Su especialidad fueron las etapas de montaña.
En el Tour de Francia, sus mejores resultados fueron dos octavos puestos, que logró en 1986 y 1988. También fue decimosexto en el 1989 y decimonoveno en 1985.
Fue vencedor de la Vuelta ciclista a España 1986 con el equipo BH derrotando en todos los terrenos a figuras de primer nivel como Laurent Fignon, Sean Kelly, Robert Millar o Pedro Delgado. También fue cuarto en 1983 (donde llegó a ser líder poniendo en aprietos al mismísimo Bernard Hinault), octavo en 1985, octavo y gran premio de la montaña en 1988 y quinto en 1989. En esta prueba obtuvo cinco victorias individuales, la primera en su debut, en 1981, en la etapa Zaragoza-Torrejón tras una escapada de 200 kilómetros. La última, en 1989, en la mítica subida a los Lagos de Covadonga. En 1988, obtuvo el trofeo superprestigio Unipublic.
Fue seleccionado en siete ocasiones para disputar el campeonato del mundo. Otros logros importantes han sido las victorias en la Subida al Naranco  en 1982, la Escalada a Montjuic en 1987 y la Volta a Cataluña en 1987, en la que había sido segundo un año antes y, posteriormente, cuarto en 1988 y tercero en 1989. Obtuvo el Gran premio de la montaña de la Vuelta a Galicia de 1987 y de 1988 y el de la Vuelta al País Vasco en 1988. Subió tres veces al podio de la Vuelta a Asturias, siendo tercero en 1982, segundo en 1983 y tercero en 1989.
Tras retirarse del ciclismo profesional, continuó ligado al mundo de la bicicleta, convirtiéndose en director deportivo y pasando por los equipos Kelme, Phonak y Xacobeo Galicia hasta el año 2010, con el cual ha conquistado el triunfo por equipos en la Vuelta a España 2009.
Además ejerce de comentarista de las grandes vueltas ciclistas en el programa radiofónico de deportes, Radioestadio, de Onda Cero.

## Palmarés
1981
- 1 etapa de la Vuelta a España

1982
- Subida al Naranco
- 1 etapa de la Setmana Catalana

1983
- 1 etapa de la Vuelta a Burgos

1986
- Vuelta a España, más 1 etapa

1987
- Escalada a Montjuic
- Volta a Cataluña , más 2 etapas

1988
- 2 etapas de la Vuelta a España, más la clasificación de la montaña
- 1 etapa de la Vuelta a Galicia
- Clásica de Santoña

1989
- 1 etapa de la Vuelta a España
- Clásica de Sabiñánigo

## Resultados en Grandes Vueltas y Campeonatos del Mundo
| Carrera         | 1981 | 1982 | 1983 | 1984 | 1985 | 1986 | 1987 | 1988 | 1989 | 1990 | 1991 |
| --------------- | ---- | ---- | ---- | ---- | ---- | ---- | ---- | ---- | ---- | ---- | ---- |
| Giro de Italia  | -    | 30.º | 18.º | Ab.  | -    | -    | -    | -    | -    | -    | -    |
| Tour de Francia | -    | -    | -    | -    | 19º  | 8º   | -    | 8º   | 16º  | Ab.  | -    |
| Vuelta a España | 22º  | 10º  | 4º   | Ab.  | 8º   | 1º   | -    | 8º   | 5º   | Ab.  | -    |
| Mundial en Ruta | -    | -    | -    | -    | 32.º | 19.º | 39.º | 36.º | 35.º | -    | 71.º |

-: no participa

Ab.: abandono